# Titanoeca lianyuanensis
Titanoeca lianyuanensis är en spindelart som beskrevs av Xu, Yin och Youhui Bao 2002. Titanoeca lianyuanensis ingår i släktet Titanoeca och familjen stenspindlar. Inga underarter finns listade i Catalogue of Life.